# Waylon Jennings at JD’s
Waylon Jennings at JD’s ist das Debütalbum von Waylon Jennings, das er im Dezember 1964 zusammen mit den Waylors aufnahm. Es besteht größtenteils aus Coverversionen damals populärer Musiker wie Roy Orbison oder Bob Dylan. Das Album wurde nur in sehr geringer Stückzahl angefertigt und außerdem nur in der Bar At JD's verkauft, wo Jennings und die Waylors regelmäßig auftraten. Alle Titel des Albums wurden am 3. Dezember 1964 in den Aufnahmestudios von Arizona Recorders in Phoenix aufgenommen.
Im Laufe der Zeit sind zahlreiche Neuveröffentlichungen des Albums erschienen, unter anderem unter den Titeln Burning Memories, Wanted: Waylon Jennings oder White Lightin’; die meisten enthalten zusätzlich noch die Titel Jole Blon und When Sin Stops. Diese beiden Stücke waren Jennings erste Single, die 1958 erschien. Es gibt nur drei autorisierte Wiederveröffentlichungen des Albums, Clovis to Phoenix, The Journey: Destiny's Child und Phase One: The Earley Years 1959–1964.

## Titelliste (Originalalbum)
1. "Crying" (Joe Melson/Roy Orbison) – 2:36
2. "Sally Was A Good Old Girl" (Harlan Howard) – 2:29
3. "Burning Memories" (Mel Tillis/Wayne Walker) – 2:20
4. "Big Mamou" (Traditional) – 2:26
5. "Money (That’s What I Want)" (Janie Bradford/Berry Gordon) – 2:17 Gesang:Jerry Gropp
6. "Don’t Think Twice, It’s Allright" (Bob Dylan) – 2:40
7. "Dream Baby" (Cindy Walker) – 2:20
8. "It’s So Easy" (Buddy Holly/Norman Petty) – 1:30
9. "Lorena" (Charlie Williams) – 2:18 Gesang: Jerry Gropp
10. "Love’s Gonna Live Here" (Buck Owens) – 1:55
11. "Abilene" (John D. Loudermilk/Les Brown) – 1:52 Gesang:Jerry Gropp, Paul Foster und Waylon Jennings
12. "White Lightin’" (J.P. Richardson) – 2:18

Zusätzlich enthalten viele Wiederveröffentlichungen die Titel:
- "Jole Blon" (Traditional/Arr. Choats/Dee) – 1:54
- "When Sin Stops" (Venable) – 2:05

## Songinfos
Big Mamou ist ein US-amerikanischer Cajun-Song. Neben Jennings wurde das Stück unter anderem von Jimmy C. Newman, Hank Williams, Jr., Harry Choates und in abgeänderter Form von Link Davis aufgenommen.

## Auskopplungen
Aus dem Album wurden folgende Stücke als Singles veröffentlicht:
- White Lightin’ / Sally Was A Good Ol’ Girl (BAT Records, 1962)
- Dream Baby / Crying (BAT Records, 1962)
- Dream Baby (Live) / Crying (Live) (A&M Records, 1964)